# Lettland beim Junior Eurovision Song Contest
Teilnehmende Rundfunkanstalt

Erste Teilnahme
2003
Bisher letzte Teilnahme
2011
Anzahl der Teilnahmen
5 (Stand 2011)
Höchste Platzierung
9 (2003)
Höchste Punktzahl
51 (2010)
Niedrigste Punktzahl
3 (2004)
Punkteschnitt (seit erstem Beitrag)
34,40 (Stand 2011)
Punkteschnitt pro abstimmendem Land im 12-Punkte-System
1,92 (Stand 2011)
Dieser Artikel befasst sich mit der Geschichte Lettlands als Teilnehmer am Junior Eurovision Song Contest.

## Vorentscheide
Von 2003 bis 2005 gab es einen Vorentscheid namens Bērnu Eirovīzija, 2010 und 2011 hieß er Balss Pavēlnieks.

## Teilnahme am Wettbewerb
Lettland erreichte bei fünf Teilnahmen lediglich einen neunten Platz und kam zwei Mal auf einen geteilten letzten Platz. Seit der extrem kurzfristigen Teilnahme 2011 nimmt das Land aus finanziellen Gründen nicht mehr teil.

## Liste der Beiträge
| Jahr      | Interpret                           | Titel (Musik / Text)                                 | Sprache                  | Übersetzung                        | Platz Teilnehmer (gesamt) | Punkte                   |
| --------- | ----------------------------------- | ---------------------------------------------------- | ------------------------ | ---------------------------------- | ------------------------- | ------------------------ |
| 2003      | Dzintars Čīča                       | Tu esi vasarā (Dzintars Čīča)                        | Lettisch                 | Du bist im Sommer                  | 9 / 16                    | 37                       |
| 2004      | Mārtiņš Tālbergs & C-Stones Juniors | Balts vai melns (Mārtiņš Tālbergs, C-Stones Juniors) | Lettisch                 | Weiß oder schwarz                  | 17 / 18                   | 3                        |
| 2005      | Kids4Rock                           | Es esmu maza, jauka meitene (Kids4Rock)              | Lettisch                 | Ich bin ein kleines liebes Mädchen | 11 / 16                   | 50                       |
| 2006-2009 | Auf Teilnahme verzichtet            | Auf Teilnahme verzichtet                             | Auf Teilnahme verzichtet | Auf Teilnahme verzichtet           | Auf Teilnahme verzichtet  | Auf Teilnahme verzichtet |
| 2010      | Šarlote Lēnmane & Sea Stones        | Viva la Dance (Šarlote Lēnmane & Sea Stones)         | Lettisch                 | Leben nach dem Tanz                | 10 / 14                   | 51                       |
| 2011      | Amanda Bashmakova                   | Mēness suns (Amanda Bashmakova)                      | Lettisch                 | Mondhund                           | 13 / 13                   | 31                       |
| seit 2012 | Auf Teilnahme verzichtet            | Auf Teilnahme verzichtet                             | Auf Teilnahme verzichtet | Auf Teilnahme verzichtet           | Auf Teilnahme verzichtet  | Auf Teilnahme verzichtet |

## Punktevergabe
Folgende Länder erhielten die meisten Punkte von oder vergaben die meisten Punkte an Lettland:
| Die meisten vergebenen Punkte | Die meisten vergebenen Punkte | Die meisten vergebenen Punkte |
| Platz                         | Land                          | Punkte                        |
| ----------------------------- | ----------------------------- | ----------------------------- |
| 1                             | Belarus                       | 42                            |
| 2                             | Russland                      | 28                            |
| 3                             | Spanien                       | 23                            |
| 4                             | Niederlande                   | 21                            |
| 5                             | Vereinigtes Königreich        | 19                            |

| Die meisten erhaltenen Punkte | Die meisten erhaltenen Punkte | Die meisten erhaltenen Punkte |
| Platz                         | Land                          | Punkte                        |
| ----------------------------- | ----------------------------- | ----------------------------- |
| 1                             | Litauen                       | 15                            |
| 2                             | Nordmazedonien                | 14                            |
| 2                             | Belarus                       | 14                            |
| 4                             | Niederlande                   | 12                            |
| 5                             | Malta                         | 11                            |

Stand: 2011